# Paul Reckzeh
Paul Reckzeh (Berlin, 4 novembre 1913 - Hambourg, 31 mars 1966) était un médecin allemand et un agent de la Gestapo. Infiltré au sein du cercle Solf, un groupe de résistants allemands au nazisme, en prétendant être un médecin suisse, il trahit ses membres ce qui conduit à leur arrestation et à leur condamnation.

## 1913-1943
Reckzeh est le fils d'un professeur de médecine, discipline qu'il étudie de 1933 à 1939. Il s'affilie au parti nazi en 1933. Après avoir obtenu son diplôme, il est médecin assistant à l'hôpital de Birkenwerder. Il travaille également pour la chambre des médecins du Reich et le ministère du Reich aux Territoires occupés de l'Est. À partir de 1943, il est un espion de la Gestapo sous le nom de code Robby ; en août, il reçoit la mission de se rendre en Suisse pour identifier les contacts entre les émigrés allemands et les Alliés. En 1944, il est médecin auprès de l'Organisation Todt.

## Dénonciation du cercle Solf
Le Cercle Solf » est un groupe informel d’opposants au national-socialisme qui réunit des opposants au régime nazi, des diplomates, des agents du renseignement et des hommes et femmes du monde des arts et de la culture dans l'appartement d'Hanna Solf, autour d'un thé ou chez Elisabeth von Thadden.  Le cercle Solf ne fait pas de résistance active ou violente, c'est plutôt un groupe de réflexion et de débats,. Leur confiance mutuelle amène les participants à s'exprimer ouvertement de la situation politique du Troisième Reich. 
Grâce à une recommandation obtenue chez des émigrés allemands en Suisse, Paul Reckzeh parvient à se faire inviter à l'un des goûters du Cercle Solf organisé par Elisabeth von Thadden le 10 septembre 1943,. Il dénonce les participants : « En ce qui concerne les conversations qui ont eu lieu, j'ai déclaré dans le rapport qui a ensuite été remis à Lange que la majorité des personnes rassemblées à la "Tea Party" étaient préoccupées par l'idée de renverser le régime au pouvoir à l'époque. ».
Les arrestations commencent en janvier 1944.
Paul Reckzeh est le principal témoin du procès du cercle Solf devant le Volksgerichtshof, procès qui débouche notamment sur les verdicts suivant :
- Elisabeth von Thadden, condamnée à mort et exécutée le 8 septembre 1944 ;
- Otto Kiep, condamné à mort et exécuté le 26 août 1944 ;
- Hilger van Scherpenberg, deux ans de prison ;
- Hanna Kiep, déportée à Ravensbrück  et libérée le 6 juillet 1944 ;
- Irmgard Zarden, acquittée faute de preuves et libérée en juillet 1944.

D'autres arrestations suivent. Au total plus de 70 membres du cercle Solf sont arrêtées.

## Procès en RDA et trahison de sa fille
Reckzeh est arrêté par le SMERSH le 10 mai 1945 en raison de sa collaboration avec la Gestapo. Il est ensuite transféré dans des camps de prisonniers du NKVD. Jugé en 1950, il est condamné en république démocratique allemande, le 3 juin 1950 à quinze ans de prison pour avoir été un espion de la Gestapo contre les opposants au nazisme.
En 1978, il trahit sa fille Barbara avec la Stasi est-allemande lorsqu'elle tente de fuir à l'Ouest à Hambourg.